# 關信基
關信基（1940年—）是香港公民黨創黨主席，香港中文大學政治與行政學系榮休講座教授，暱稱「阿關」。1973年加入香港中文大學，曾擔任政治與行政學系系主任，被稱為系內「四大長老」之一（另外三位為鄭赤琰、翁松燃及李南雄），同為香港社會科學界「四大巨頭」（另外三位為任教於香港中文大學的劉兆佳、香港理工學院/香港理工大學的李明堃及香港大學的黃紹倫），於2006年退休，但退休以後仍兼職教授政治學科目——當代政治科學。
關信基1941年生於澳門，畢業於澳門名校粵華中學，1958年入讀台灣國立政治大學外交學系，1972年於慕尼黑大學取得政治學博士學位，他本來打算返台灣任教，但機緣巧合下被介紹到香港中文大學（中大）任教，直到今天。
除了中大政治與行政學系系主任外，他還曾出任該校教務長、社會科學院院長和新聞與傳播學系系主任，同時亦是中大教務會的成員。
「阿關」的學術領域相當廣闊，對政治文化、政治參與、政黨、比較政治、政治科學等均有深入的研究，是本港學界最受人尊崇的學者之一，蔡子強的碩士論文導師正是「阿關」。

## 政治立場

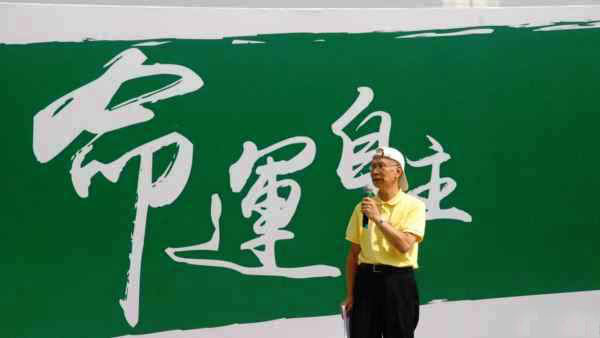
關信基於2014年香港學界大罷課期間在添馬公園進行公民講堂

作為香港公民黨主席，他是泛民主派的一員，但他曾發表六四會有歷史評價，要集中搞香港的民主等言論，和其他泛民人士有點不同，被較激進的梁國雄（長毛）批評。